# Idmidronea filiformis
Idmidronea filiformis is een mosdiertjessoort uit de familie van de Tubuliporidae. De wetenschappelijke naam van de soort is, als Idmonea filiformis, voor het eerst geldig gepubliceerd in 1929 door Canu & Bassler.